# Debreceni Református Kollégium Dóczy Gimnáziuma
A Debreceni Református Kollégium Dóczy Gimnáziuma, a Debreceni Református Kollégium keretein belül működő két középiskola egyike a Debreceni Református Kollégium Gimnáziuma és Diákotthona mellett. Az iskola 1952-ig, az államosításig, Debreceni Református Dóczi Leánynevelő Intézetként működött. Jelenlegi nevét neves igazgatójáról, Dóczy Gedeonról kapta.

## Története

### A debreceni református lánynevelés kezdetei
Az alapfokú debreceni leányoktatás első írásos nyomai a 17. század végétől ismertek. A 18. század folyamán utcánként vagy városrészenként jöttek létre elemi iskolai képződmények. A leányoktatás pontos követelményét elsőként Budai Ézsaiás professzor dolgozta ki 1806-ban. Ebből kiderül, hogy a leánytanulók a vallási, olvasási és számolási alapismeretek mellett földrajzi és zenei képzésben is részesültek, és fontos szerepe volt az iskolákban a kézimunka oktatásának is.
Egy magasabb szintű debreceni leányiskola indításának ötletét először Márton József, a bécsi egyetem magyar nyelv- és irodalomtanára vetette fel 1824-es debreceni látogatásakor. A város és az egyház vezetőinek tetszett az ötlete és felkarolták azt, így a Leánynevelő Intézet 1838 őszén megnyithatta kapuit a Czegléd (ma Kossuth) utcai Halmágyi-féle házban, Steinacker Gusztáv evangélikus lelkész irányításával. Jogi és szervezeti értelemben a Dóczi a Református Kollégiumtól függetlenül működött, hiszen míg annak a Tiszántúli Református Egyházkerület, addig a Dóczinak a város református egyházközsége volt a fenntartója. A tanítás két csoportban folyt, s a tananyagban a kézimunka mellett túlsúlyba kerültek a természettudományi ismeretek és a német nyelvi társalgás. Utóbbi miatt sok kritika érte az intézetet a debreceni polgárok és a fenntartó részéről. Steinacker 1842-ben egy felvidéki parókiára távozott, helyét a Konzisztórium nem töltötte be, mert nem volt megelégedve az intézet rendjével. Ennek következtében másfél évtizedre elakadt az intézet működése. Újraindítására 1859 őszén került sor, özvegy Walkó Károlyné Kloyber Mária irányításával. Megmaradt az intézet továbbképző jellege, ellenben tananyaga változott, az általános műveltség irányába bővült. A kézimunka és a „nőtan” (háztartási ismeretek) mellett magyar nyelvtant, szépírást, francia és német nyelvet, magyar és világtörténelmet, földrajztudományt, rajzot és zongorát tanultak a növendékek.

### Az intézet Dóczy Gedeon vezetése és az első világháború alatt
Az intézet képzési rendszere Dóczy Gedeon igazgatása alatt teljesedett ki, aki 1874 és 1908 között volt az intézet igazgatója. Az iskola nyolcosztályossá fejlesztését még 1872-ben elhatározták, ez meg is valósult 1874-ben, így az oktatás négy elemi osztályra és négyévfolyamos felsőbb képzésre épült. 1882-től a nyolc osztály mellett varróiskola is működött, az 1890-es években pedig kereskedelmi iskola szerveződött, de mindkét kezdeményezés rövid életűnek bizonyult. 1891-ben a középfokú képzés további két évfolyammal bővült, azaz a négy elemi osztállyal együtt tíz évfolyamossá vált. A leánynevelő intézet átalakult az állam által is elismert bizonyítványt adó felsőbb leányiskolává. Az 1899–1900-as tanévtől tanítóképző tagozat is működött az intézetben, amely szervezetileg ekkor még nem különült el a felsőbb leányiskolától. Dóczy Gedeon igazgatósága idején, 1892-ben épült az intézet klasszicista stílusú épülete, ebben folyt a századfordulón az intézet összes tagozatának munkája.

A Dóczi Leánynevelő Intézet régi épülete

A Debrecen környéki vasútvonalak kiépítése után, a 19. század utolsó évtizedeiben egyre nagyobb igény mutatkozott az internátus iránt, ezért az 1880-as évek elejétől egy nevelőnő felügyelete mellett évente néhány diáklánynak elhelyezést biztosítottak az igazgatói lakásban, igény szerint német társalgással. Ez a gesztus teremtette meg az 1893 őszén megnyílt bentlakás alapjait. A 25 fős bentlakás első igazgatója az első diplomás magyar tanítónő, Kalocsa Róza volt. Az ezt követő években az internátusi diákok száma folyamatosan növekedett.
A debreceni Leánynevelő Intézetet igazgatójáról, Dóczy Gedeonról, már az 1890-es években is egyszerűen csak Dóczy-intézetként emlegették. Az elnevezést a református egyház presbitériuma 1928-ban hivatalosan is megerősítette, hangsúlyozva, hogy azzal nemcsak az intézet egykori igazgatójának állít emléket, hanem az akkor még élő Dóczi Imre (1849–1931) egyházkerületi középiskolai felügyelőnek is, hangsúlyozva ezzel a gimnáziummá alakulás körül szerzett érdemeit. Dr. Dóczi Imre halála után – valószínűleg azért, mert az ekkor élő tanár- és diáktársadalom személyesen inkább őt ismerte – a Dóczi-féle írásmód jött használatba.
Dóczy Gedeon nyugalomba vonulása után, 1908-ban a felsőbb leányiskola és a tanítóképző intézet szervezetileg külön intézménnyé vált. A következő évtizedekben a Leánynevelő Intézet nagy változásokon esett át, épületének jelentős bővítésével 1911-ben internátusa 160 diák befogadására lett alkalmas, így ettől kezdve egyre nagyobb számban vett fel vidéki leánytanulókat. 1913–1917 között a négy elemi osztályra épülő hat évfolyamos felsőbb leányiskola nyolc évfolyamos leánygimnáziummá alakult, s így először 1917-ben érettségizhettek az intézet diákjai. Ezzel párhuzamosan az érettségit nem adó felsőbb leányiskola leépült, de ezzel egyidejűleg, 1916-ban Konrád Teréz leánygimnáziumi tanárnő igazgatóságával beindult a modern polgári iskola azok számára, kik nem kívántak felsőfokon továbbtanulni. Ezzel kialakult a leánynevelő intézet elemi iskolából, polgári iskolából, gimnáziumból, tanítóképzőből és az utóbbiak közös internátusából álló végleges szerkezete, amely az 1948-as államosításig lényegesen nem módosult.
Az első világháború és a román megszállás idején járványok és közlekedési nehézségek miatt akadozott az intézet munkája. Az 1916–1917-es tanévben 17 menekült erdélyi növendéket is befogadott az intézet, és az egész tanéven át vállalta az ideiglenesen Debrecenbe költözött Sepsiszentgyörgyi Állami Tanítóintézet elhelyezését (délutánonként ők használták a tantermeket) is.
A 20. század eleji fejlődés a meglevő épületben már az 1910-es években zsúfoltságot eredményezett, ezért a fenntartó már 1914-ben elkészítette egy új épület terveit, de a háború megzavarta az azonnali kivitelezést, így csak 1920-as években kezdődhetett meg az építkezés a Kossuth utca 35. és 37. számú telkeken. A tervezett, palotaszerű épület kétötöd részét át is adták 1929-ben – ez az épületrész ad otthont ma a Dóczynak –, a további szárnyak később sem épültek meg. Az intézet az 1929–1930-as tanévben vette használatba az új épületet, benne a két középfokú tagintézmény: a leánygimnázium és a tanítóképző kapott helyet. A régi épületben, kisebb átalakítások után, az elemi iskola és a polgári iskola kényelmes elhelyezése vált lehetővé. A tanév végén, 1930. május 24-én az új épületet meglátogatta gróf Klebelsberg Kuno oktatásügyi miniszter is.

### Az intézet fénykora
Az intézet a két világháború közötti időszakban élte a fénykorát. Az összes tagozatra ekkor 1500 növendék járt. Az intézet szellemiségének alakításában meghatározó szerepet játszott a leánygimnázium első igazgatója, Dóczy Gedeon munkatársa, Koncz Aurélné Karácson Ottília (igazgató 1909-1936), majd az 1930-as évektől dr. Papp Ferenc, aki 1936-tól a leánygimnázium igazgatója lett. Az intézményben fontos szerepet kaptak a korabeli középiskolai oktatás igen divatos egyesületei. 1936–1937-es tanévben jött létre a Gyóni Géza Önképzőkör, a Gyorsírókör, Ifjúsági Vöröskereszt Egyesület, a 11. számú Lorántffy Zsuzsanna Leánycserkészcsapat és a mellette működő kölcsönkönyvtár, az Ifjúsági Segítő Egylet. A következő években ezek mellett Német és Francia Olvasókör és Sportkör is alakult.
Az 1930-as években országos elismertséget szerző intézet hagyományai ekkor alakultak ki. Ebben a hagyományrendszerben különös szerep jutott az ünnepi alkalmaknak. A köznyelvben csak Tilli néniként emlegetett Koncz Aurélné igazgatónő búcsúztatása ˙(1936) mellett ebben az évtizedben két ünnepi megemlékezést is tartottak: Dóczy Gedeon születésének (1932), és az intézet fennállásának 100. évfordulóját (1938). Nevezetesek voltak az Aranybika Szálló Dísztermében (mai Bartók-terem) évenként megrendezett Lilla-teaestek. A bállal egybekötött műsoros estekre a Kollégium fiúgimnáziumának növendékei is hivatalosak voltak. Ebben az időszakban országszerte, így a Dócziban is egyre ünnepélyesebb külsőt nyert az érettségi előtt álló gimnazisták búcsúztatása. Az iskolai értesítők tanúsága szerint a közismert dalok mellett már népi dallamokra írt dóczis diákdalokat is énekeltek a ballagásokon, mely a Kodály zenéjét Debrecennel megismertető Horváth Károly, leánygimnáziumi énektanár érdeme volt. Az intézetben folyó ének-zene tanítás elismerése volt, hogy az 1934-ben Debrecenbe látogató Kodály Zoltán is meglátogatta a Dóczit.
Az intézmény már az 1920-as évektől kezdte bevezetni az iskolai egyenruhát, és az 1930-as évekre gyakorlatilag már szinte minden használható ruhadarabot pontosan előírt az iskolai házirend. A sötétkék télikabát és az iskola jelvényével ellátott ugyancsak sötétkék svájcisapka mellett ünnepnapokon fekete cipőt és fekete harisnyát, munkanapokon fekete vagy barna cipőt, illetve fekete, barna vagy szürke harisnyát kellett viselniük. Emellett három egyenruhatípust kellett minden diáklánynak beszereznie: díszegyenruhát (sötét rakott szoknya; hosszú ujjú fehér vászon matrózblúz.sötétkék, fehér zsinóros kézelővel és gallérral; fekete csokornyakkendő), munkakötényt (hosszú ujjú sötétszürke kötény az egész ruházat védésére, piros díszítéssel és piros gombokkal; hozzá esetleg hímzett gallér) és a meleg napokon vagy kiránduláson viselt „honi pettyes” (sötétkék alapon fehér pettyes kartonból készült ruha, szoros derékkal, ráncolt szoknyával, félhosszú ujjal, fodros fehér gallérral, fodros fehér köténnyel). A konfirmáció alkalmával viselt kötelező formaruhát mindegyik lány maga készítette kézimunkaórán. Ugyanakkor a fent említett egyenruhák darabjai, különösen a kisebb kiegészítők ugyancsak az intézmény kézimunkaóráin készültek. Az egyenruhákat megörökíti Szabó Magda az Abigél című regényében, illetve részben láthatóak a regény alapján készült filmadaptációban. A regény legendás Kőnig tanár urát is a Dóczi Leánygimnázium franciatanáráról, Hettesheimer Ernőről mintázta az írónő.

### Második világháborús károk, államosítás
A második világháború első éveiben viszonylag csekély veszteség érte a Dóczi-intézetet, de az 1944–1945-ös tanévben ez megváltozott. Az épületet a német katonaság szállta meg, így tanítás az épületben nem indulhatott. Ekkor pusztult el az intézet könyvtárának nagy része és a szertárak felszereltsége. A tanítást végül – az egyesített református és római katolikus leánygimnázium és tanítóképző – dr. Kopányi Mária vezetésével 1945 januárjában kezdte meg a Kollégium egyik szárnyában.
A következő néhány év a helyreállítás és a tantestület újraszervezésének jegyében telt el, de mire visszaállt az intézet megszokott rendje, a többi egyházi iskolával együtt érezhette a kommunista egyházüldözés által generált szellemi támadást. Az állam és a református egyház közötti 1948-as egyezmény értelmében az államosítások után a reformátusok négy gimnáziumot (Debrecen, Budapest, Sárospatak és Pápa tarthattak meg. Az egyezmény szellemében a Dóczi elemi iskoláját államosították, polgári iskolája beleolvadt az akkor alakuló általános iskolába, tanítóképzője 1948 őszén nem indított első osztályokat, így 1951-re megszűnt. Az életben maradt egyetlen tagozatát, a Leánygimnáziumot pedig szervezetileg betagolták a Református Kollégium intézményei sorába. A Dóczi működése így folyt tovább az 1952-es végleges felszámolásig. Abban az évben ugyanis az egyház vezetése a diktatúrával együttműködni kész személyre cserélődött Péter János püspök személyében. A püspök – bár erre az 1948-as egyezmény nem kényszerítette – lemondott az intézmény további működtetéséről, így 1952. július 3-án László Géza igazgató és Kopányi Mária internátusi igazgató jelenlétében megtörtént az épület állami kézbe adása. A tanárok közül néhányan nyugalomba vonultak, másokat átvett az állami oktatás, míg 13 tanár a Gimnáziumban folytatta tevékenységét. A dóczis diákok egy része az ekkor koedukált intézménnyé alakuló Gimnáziumban folytathatta tanulmányait, így aztán a Dóczi megszűnését a két középiskola összeolvadásaként értelmezték.

### A Dóczy Gimnázium újraindítása
Miután az 1991. évi XXXII. törvény lehetővé tette az egykori egyházi ingatlanok oktatási célú visszaigénylését, a Dóczi Gimnázium Kossuth utcai épülete 1995-ben telekkönyvileg visszakerült a református egyház tulajdonába. 1996-ban indult el a Gimnázium 6 osztályos tagozata, amely 2000-ben – az épület felújítása után – az egykori Dóczi Leánynevelő Intézet Kossuth utcai épületébe költözött, 2002 szeptemberétől pedig először Debreceni Református Kollégium Dóczy Gedeon Gimnáziuma, majd Debreceni Református Kollégium Dóczy Gimnáziuma néven a Kollégium önálló tagintézménye lett. Diákjainak létszáma 2008-ban meghaladta a 400 főt. Célkitűzésük, hogy a Dóczi/Dóczy hagyományaira építve, a Kollégium mint anyaintézmény több évszázados pedagógiai tapasztalataira építve folytassa tevékenységét. A Kollégium 2013-ban ünnepeli fennállásának 475. évét, tagintézménye, a Dóczy Gimnázium pedig a 175. évét.

## Az iskola épülete
A mai Dóczy épületét 1914-ben tervezte Nagy Károly műegyetemi tanár. Az építkezés egy jó évtized múltán fejeződött be a Kossuth utca 35-37. szám alatt fekvő telken. Az épület neoromán stílusához késő eklektikus, magyaros-szecessziós formaelemek társulnak.
Az épület a kárpótlási folyamatok során került vissza a református egyház tulajdonába, és az eredeti elképzelésekhez képest két év késéssel, 2000-ben a Református Kollégium Gimnáziumának 6 évfolyamos tagozata kapott benne otthont. Az átalakítási, felújítási munkálatok 2001 nyarán értek véget. Az Orbán-kormány jelentős összeggel támogatta a szükséges rekonstrukciót. A másik jelentős forrás a hajdani Dóczi Internátus telkéért kapott kárpótlási összeg volt. 2002. szeptember 1-jétől önálló tagintézményként működik a Debreceni Református Kollégium keretein belül.

## Szabó Magda emlékszoba

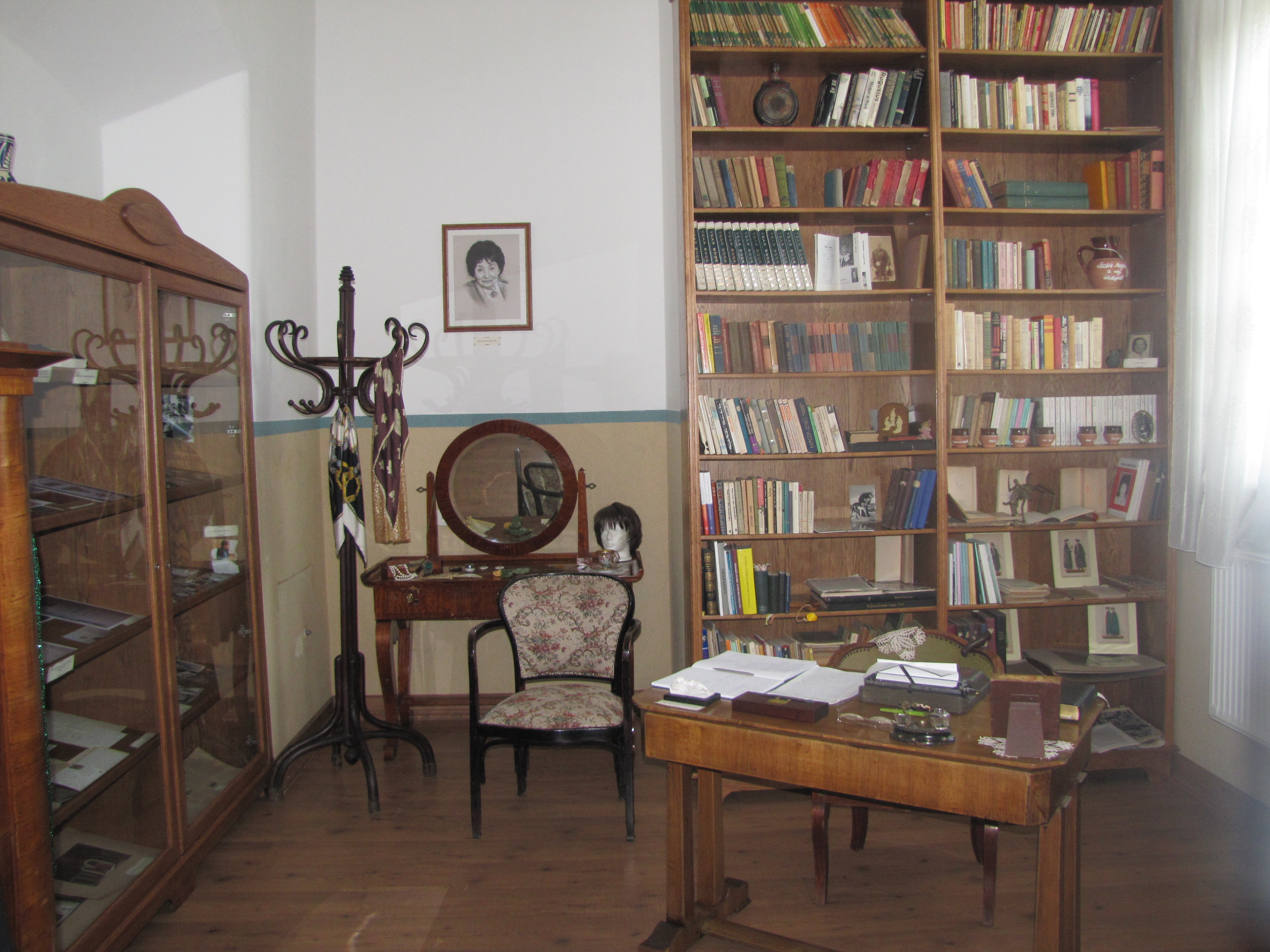
A Szabó Magda emlékszoba

A 2007. november 19-én elhunyt Szabó Magda Kossuth-díjas írónő emléke előtti tisztelgésül, 2008. október 5-én, az írónő születésének 91. évfordulóján, a gimnázium épületében felavattak egy emlékszobát. Dr. Korsós Bálint, a gimnázium igazgatója az emlékszoba avatásakor felidézte, hogy az írónő 2001 és 2007 között valamennyi születésnapját az iskolában, a diákok között töltötte, ahol 12 évig növendéke, majd két évig tanára volt az intézetnek.
A Dóczy emlékszobájában ott van Szabó Magda egyik kedvenc írógépe, egy férjétől kapott szobrocska, több mint 500 könyve, a Debreceni Református Teológiai Akadémia díszdoktori oklevele és a Református Nagytemplom kilincsének másolata, amit az írónő 85. születésnapja alkalmából kapott Bölcskei Gusztáv tiszántúli református püspöktől.
A 2003 óta évente megrendezett Matula-napok a Szabó Magda születésnapja (október 5.) és Dóczy Gedeon névnapja (október 10.) köré szerveződő eseménysorozatok.

## Neves diákjai
- Kiss Irén (1866–1942) színésznő, a Nemzeti Színház örökös tagja
- Krizsánné Csíkos Antónia (1887–1987) festőművész
- Szentmihályiné Szabó Mária (1888–1982) írónő
- Zsindelyné Tüdős Klára (1895–1980) Zsindely Ferenc jogász, író, miniszter felesége; magyaros motívumokat alkalmazó Magyar Királyi Operaház kosztümtervezője, divattervező, írónő, rádió-előadó; az első magyar nő, aki filmet rendezett, az Országos Református Nőszövetség elnöke, az Új Magyar Asszony című lap alapítója
- Bordy Bella (1909–1978) színésznő
- Törös Olga (1914–2015) olimpiai érmes tornász
- Fux Vilma (1916–1996) Széchenyi-díjas földrajztudós, egyetemi tanár
- Babus Jolán (1917–1967) néprajzkutató, tanár
- Szabó Magda (1917–2007) Kossuth-díjas írónő
- Feleki Sári (1920–1995) Kossuth-díjas színésznő
- Nagy Margit (1921–2001) olimpiai érmes tornász
- Gyarmati Olga (1924–2013) olimpiai érmes atléta
- Borbély Jolán (1928–2018) néprajzkutató, tanár
- Gordosné Szabó Anna (1928–2012) gyógypedagógus
- Stetka Éva (1931–1999) költő
- Senánszky Petra Világjátékok győztes uszonyos úszó

## Neves tanárai
- Dóczy Gedeon
- Kovács Lajos
- Kalocsa Róza
- Nagy Gyula
- Koncz Aurélné Karácson Ottília
- Konrád Teréz
- Dienes János
- Rábold Gusztáv
- Hettesheimer Ernő
- Papp Ferenc
- Batta István
- Szondy György
- Horváth Károly
- Török Tibor
- Nagy Sándor János
- Kopányi Mária
- Szabó Magda
- Juhász Géza
- Vekerdi Béla
- Tar Zoltán
- Gulyás György
- Kiss Tamás
- Tófalusi Péter

## Galéria
A Debreceni Református Kollégium Dóczy Gimnáziuma képekben:

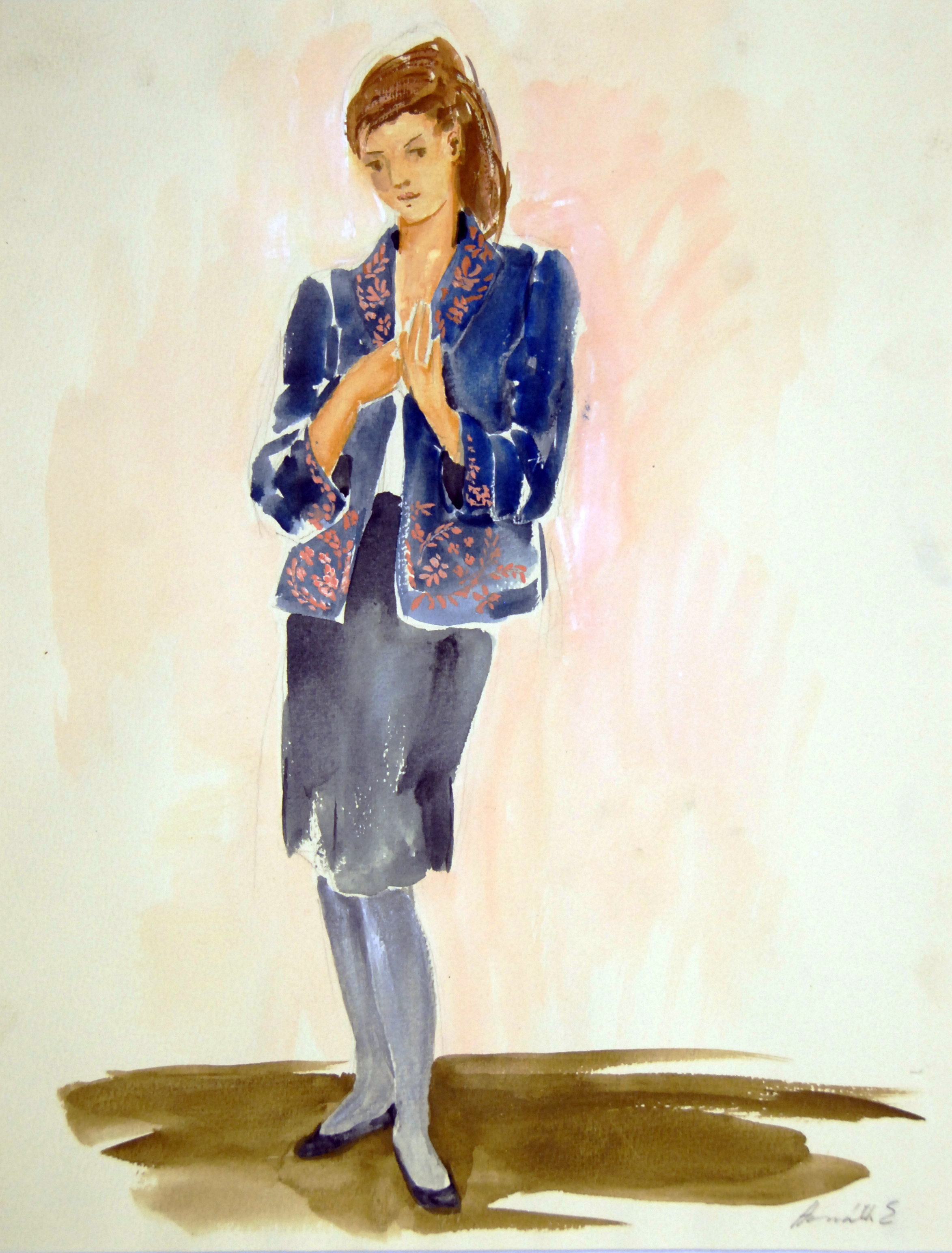
Dóczis egyenruha az 1930-as években
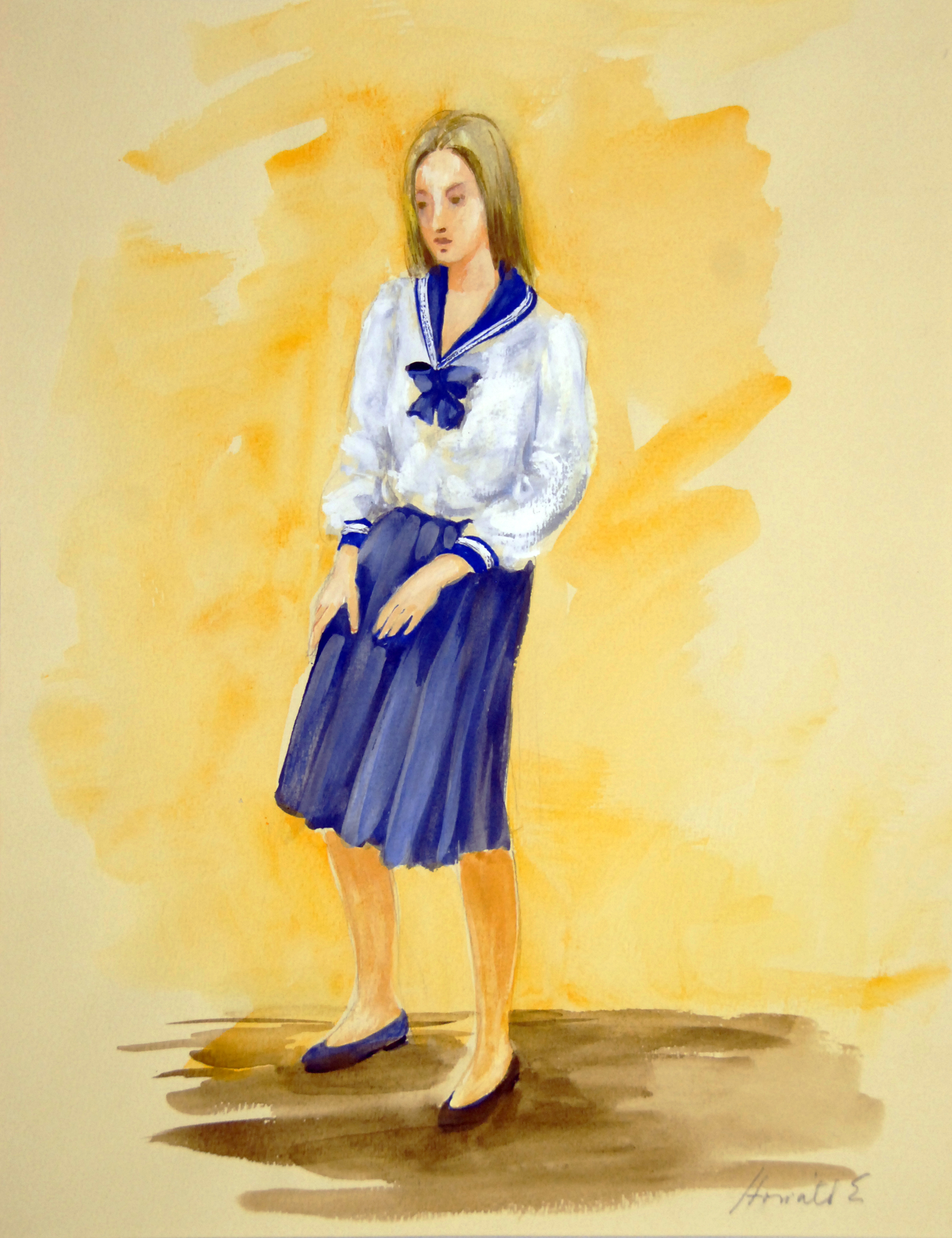
Dóczis egyenruha az 1930-as években
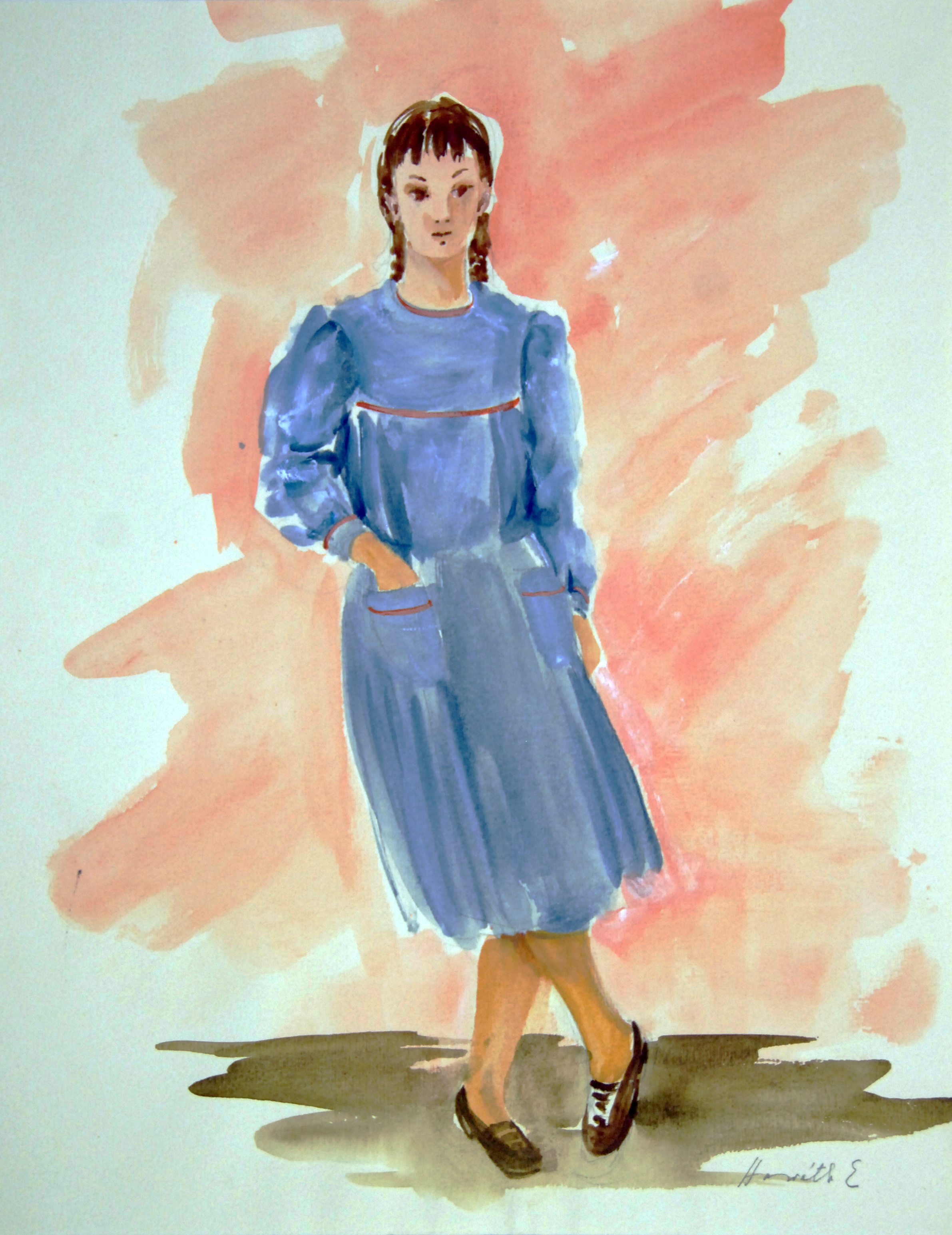
Dóczis egyenruha az 1930-as években
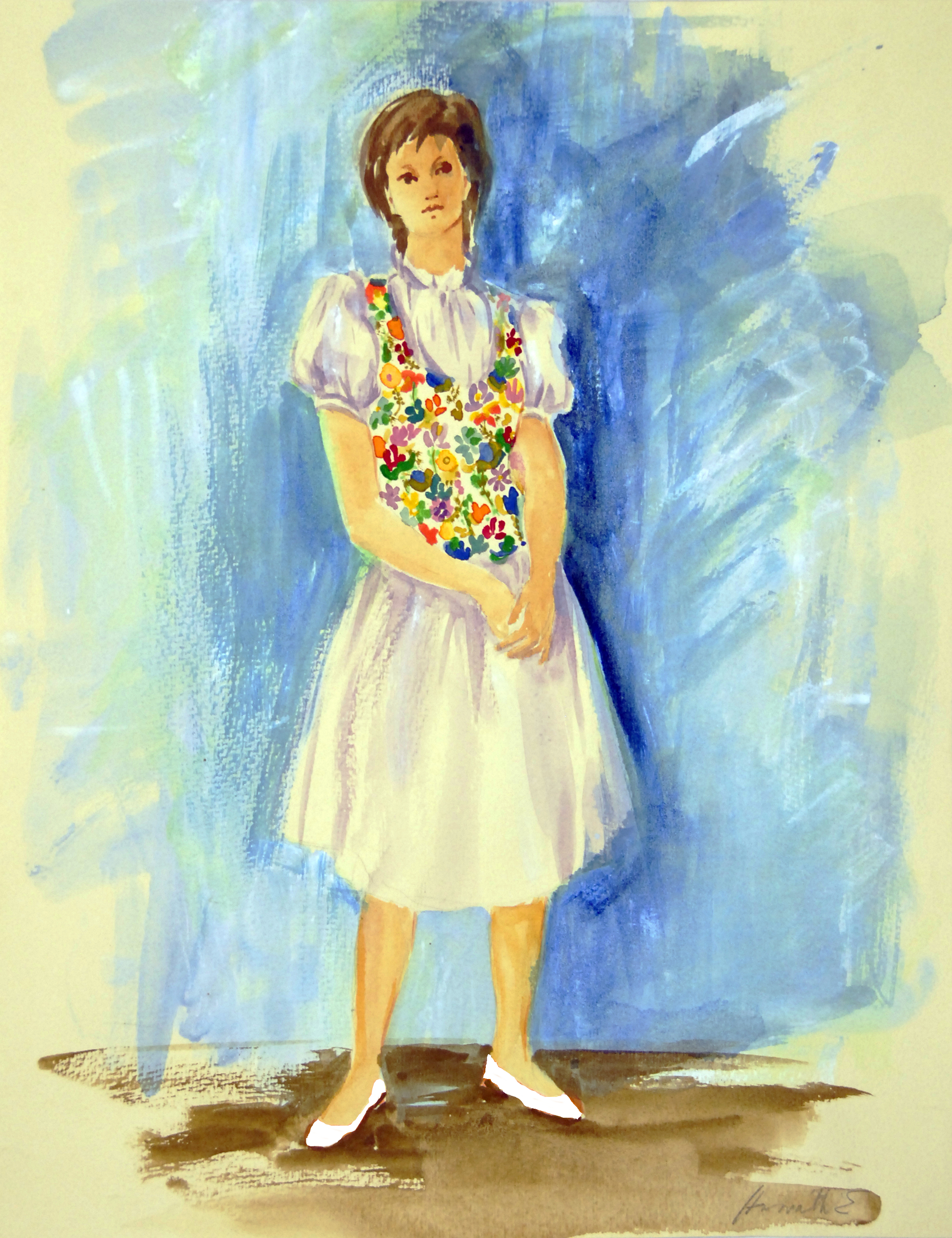
Dóczis egyenruha az 1930-as években
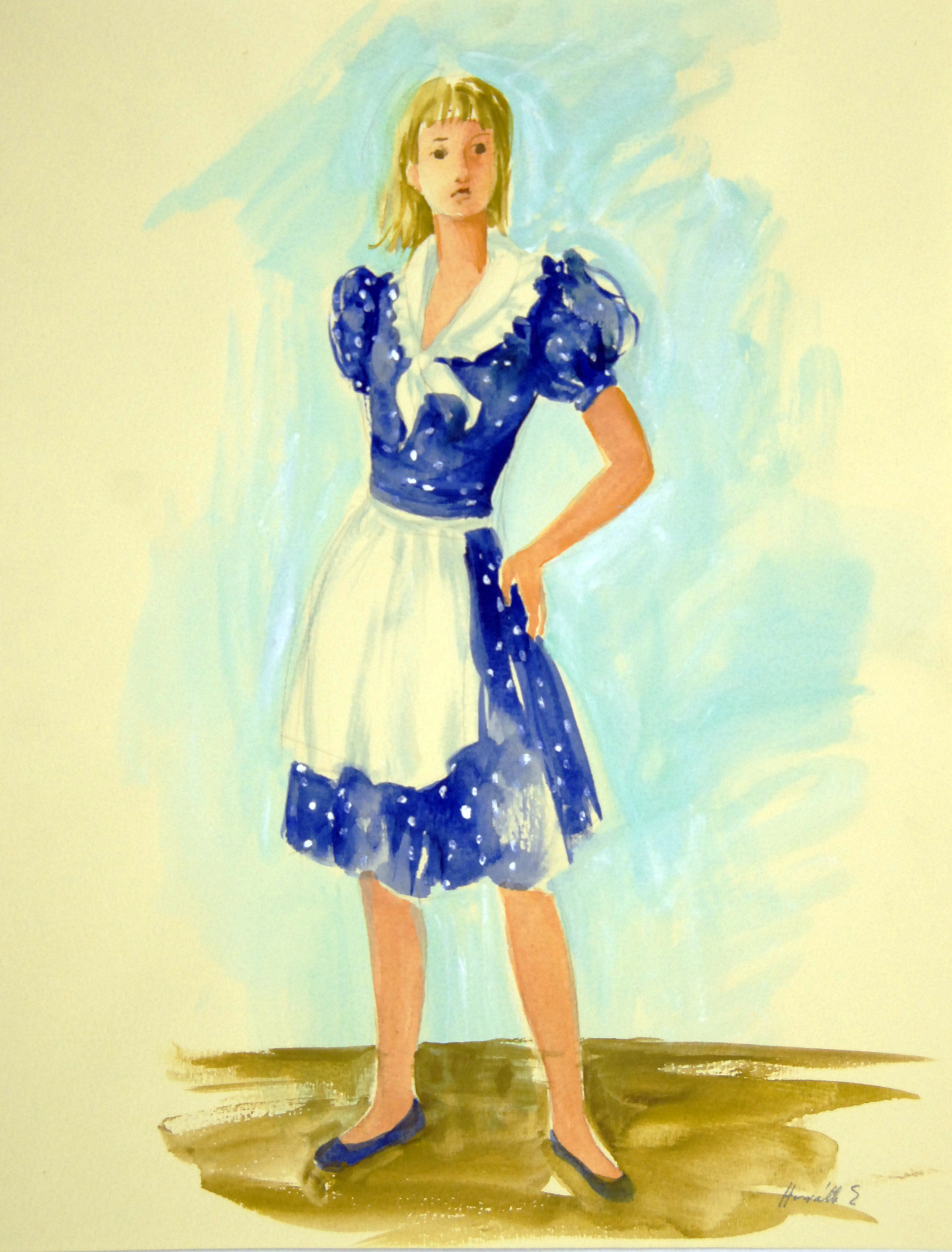
Dóczis egyenruha az 1930-as években
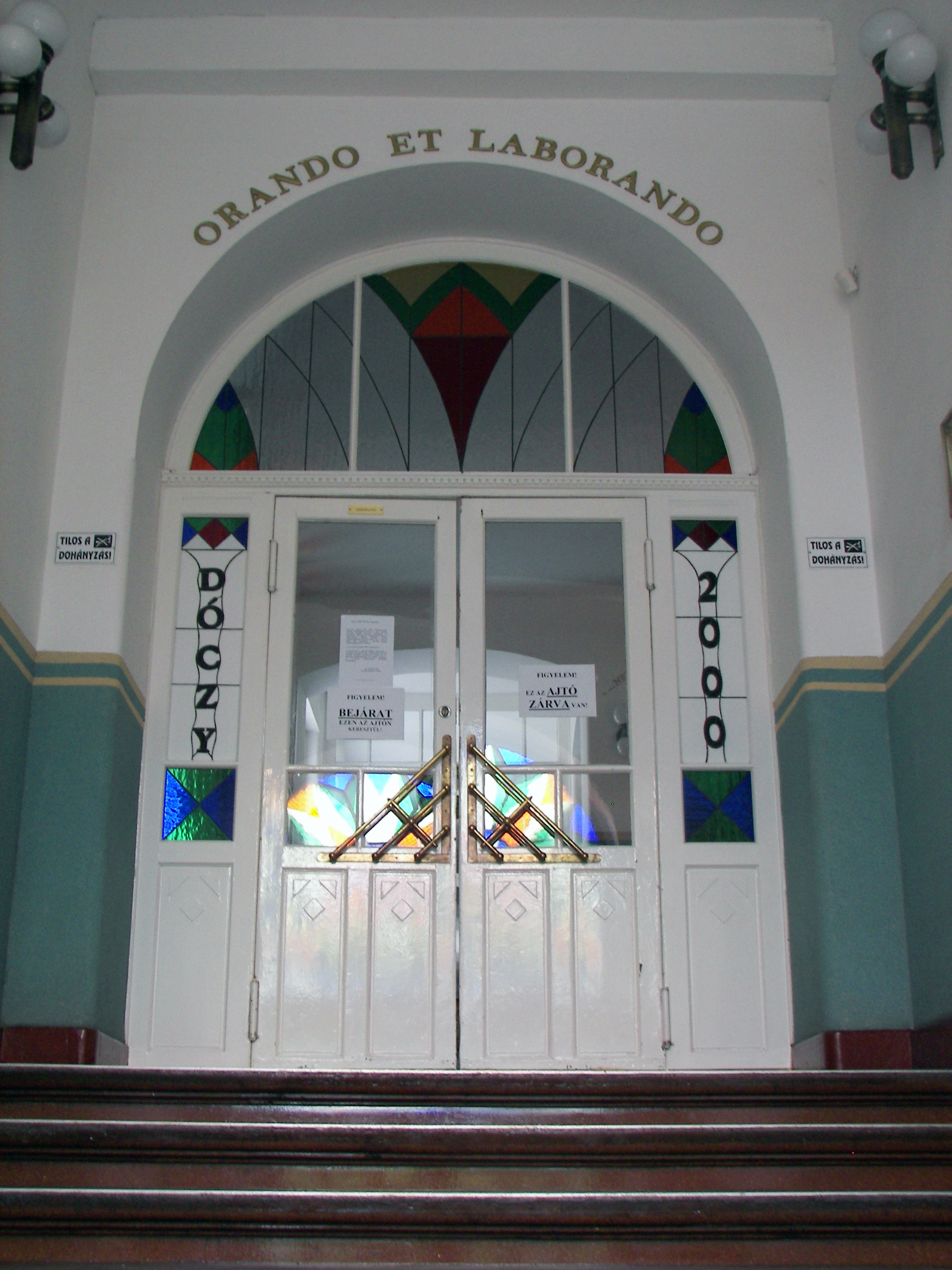
Az újrainduló Dóczy bejárata a Kollégium jelmondatával
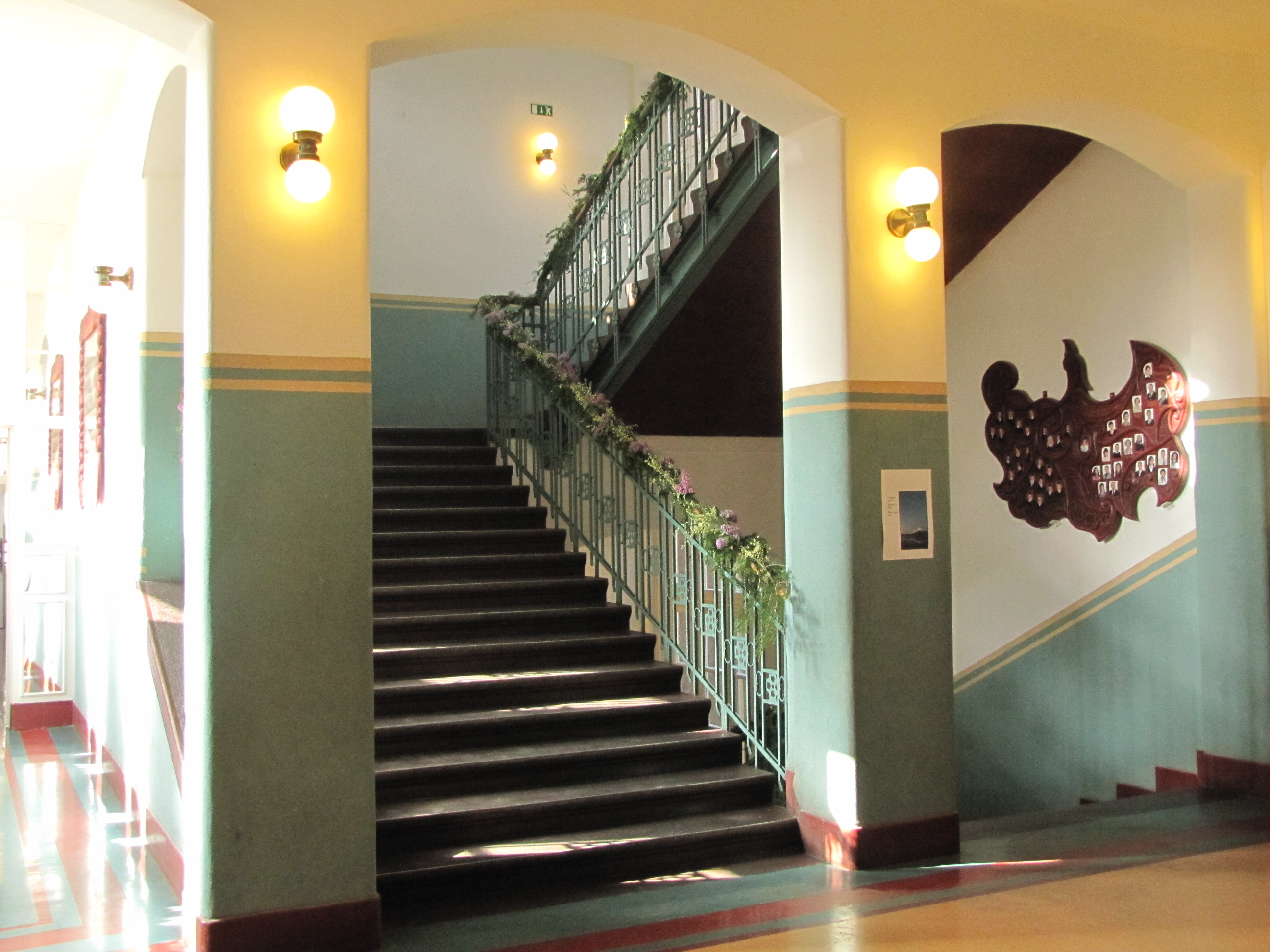
A Dóczy lépcsőháza
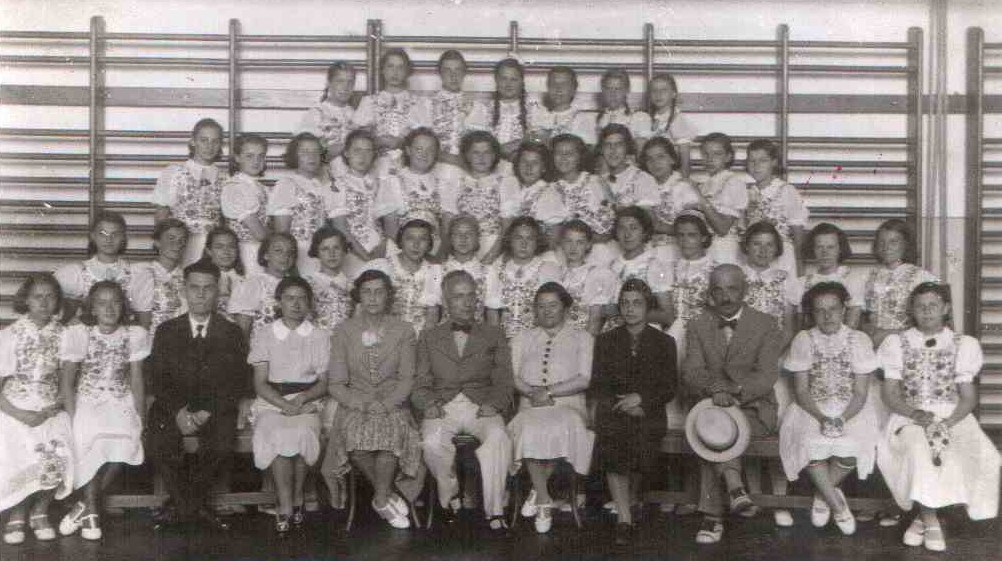
Egyenruhás Dóczis diákok 1934-ből
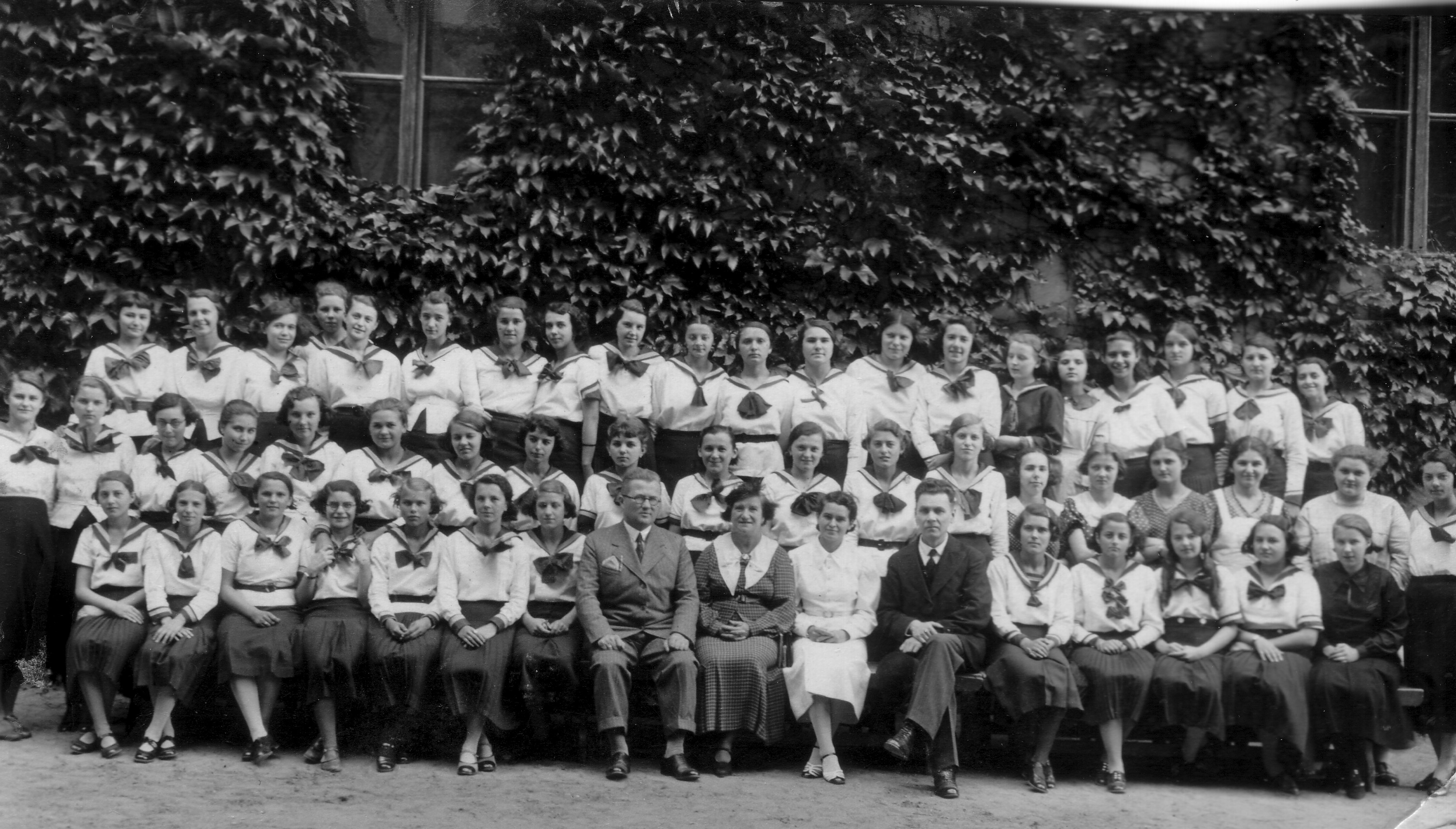
Konfirmációs csoportkép a Dócziban 1934-ben
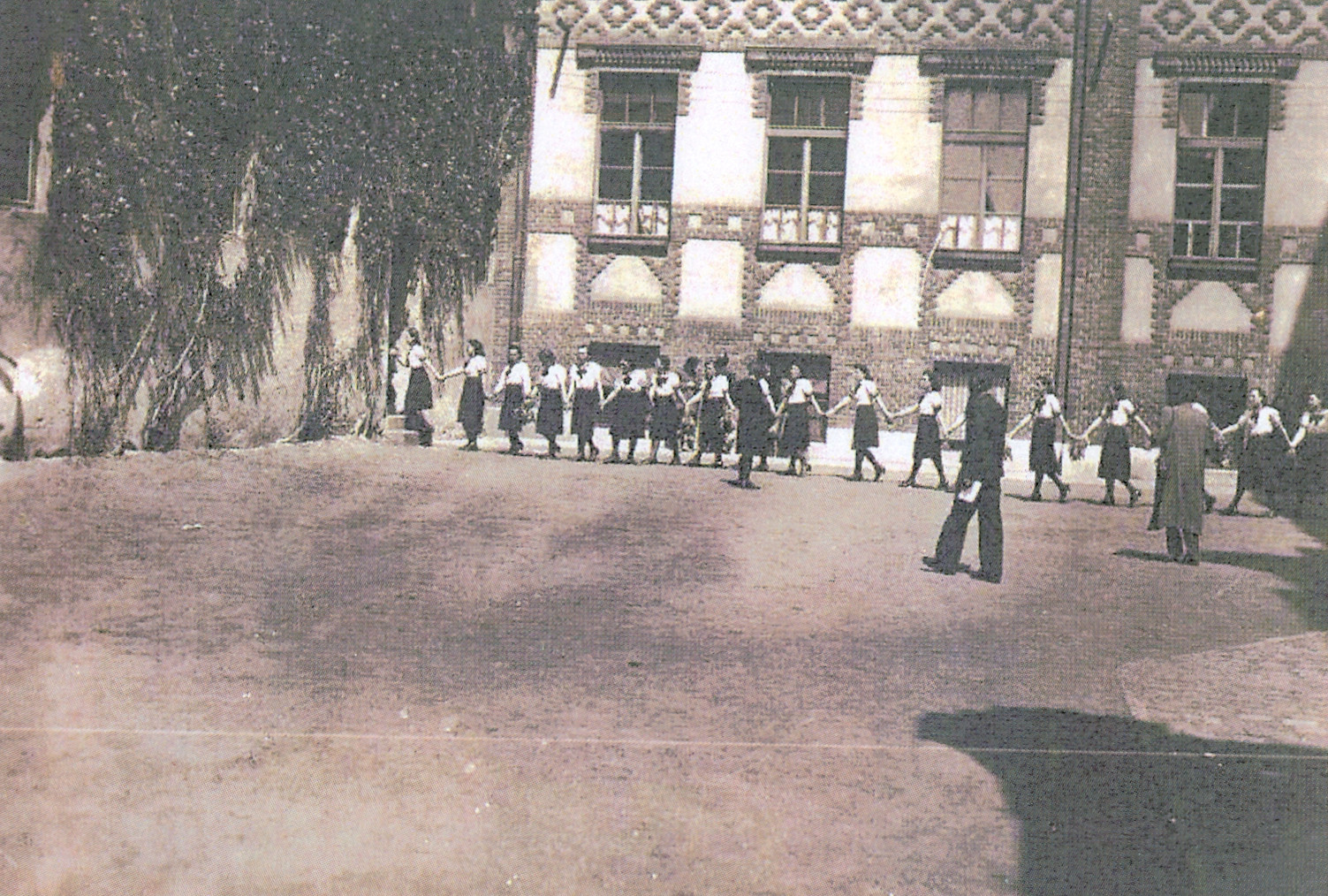
Dóczis diákok ballagása az 1930-as években
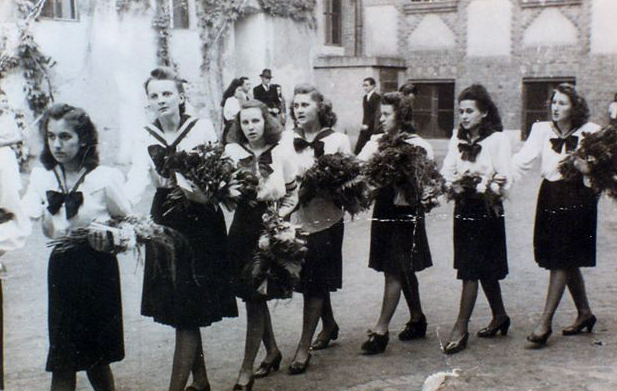
Dóczis diákok ballagása 1947-ben
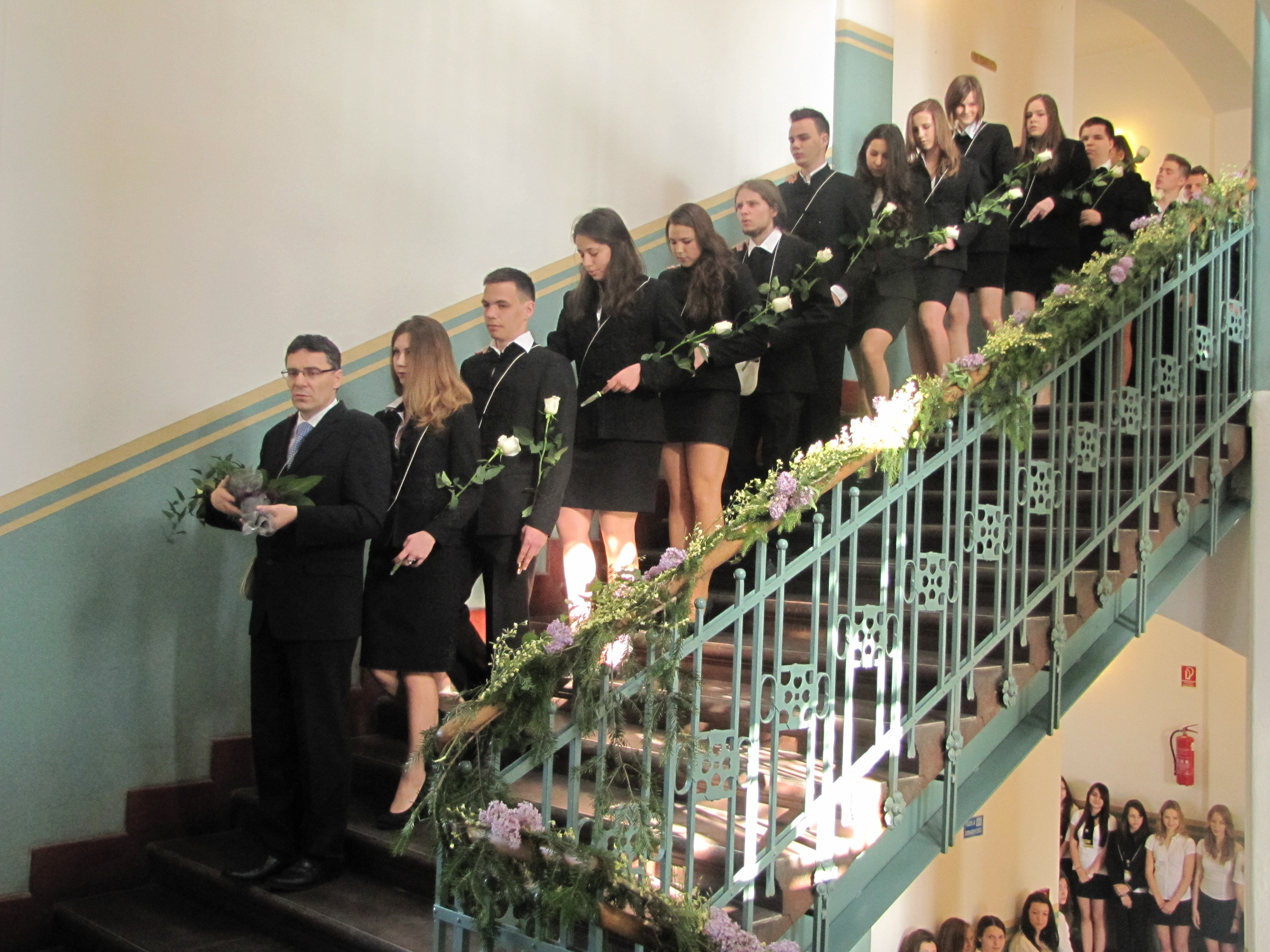
Dóczys diákok ballagása 2013-ban
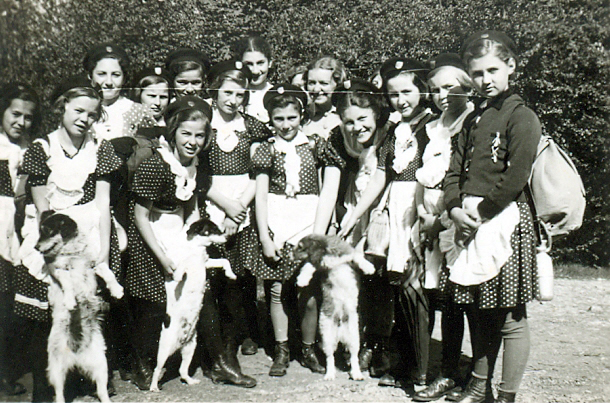
Dóczis lányok kiránduláson (1940-es évek), az ilyenkor kötelező „honi pettyes”-ben
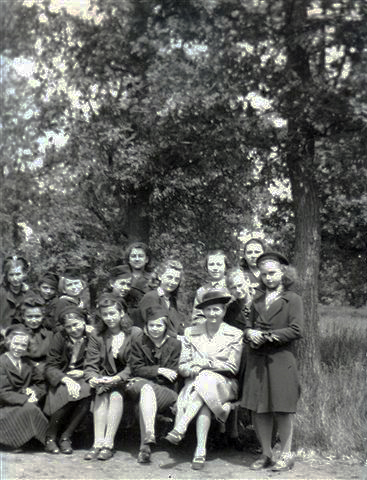
Egyenruhás Dóczis lányok (1940-es évek) őszi nagyerdei kiránduláson
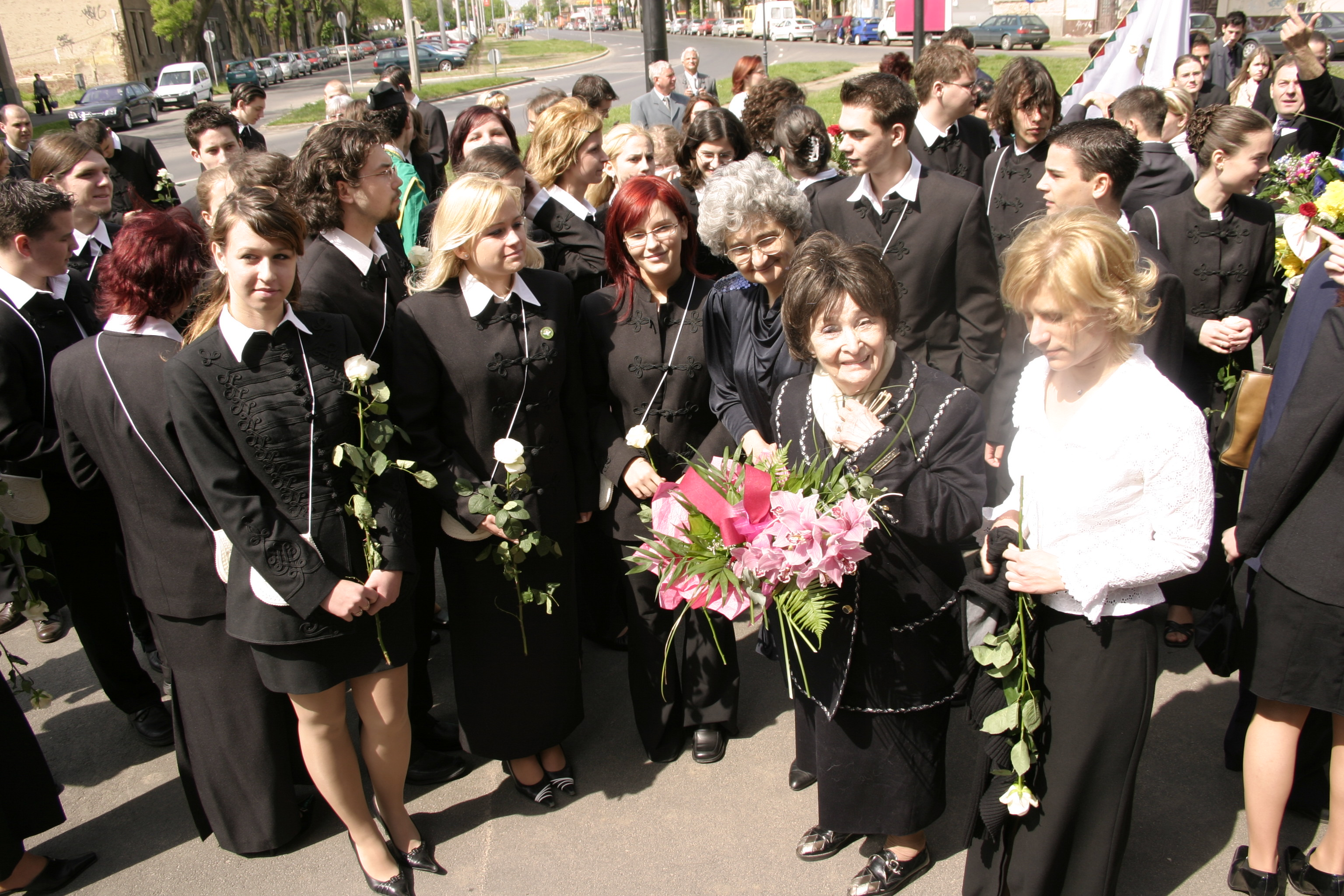
Szabó Magda a 2005-ös Matula-napokra érkezve, Dóczys diákok körében
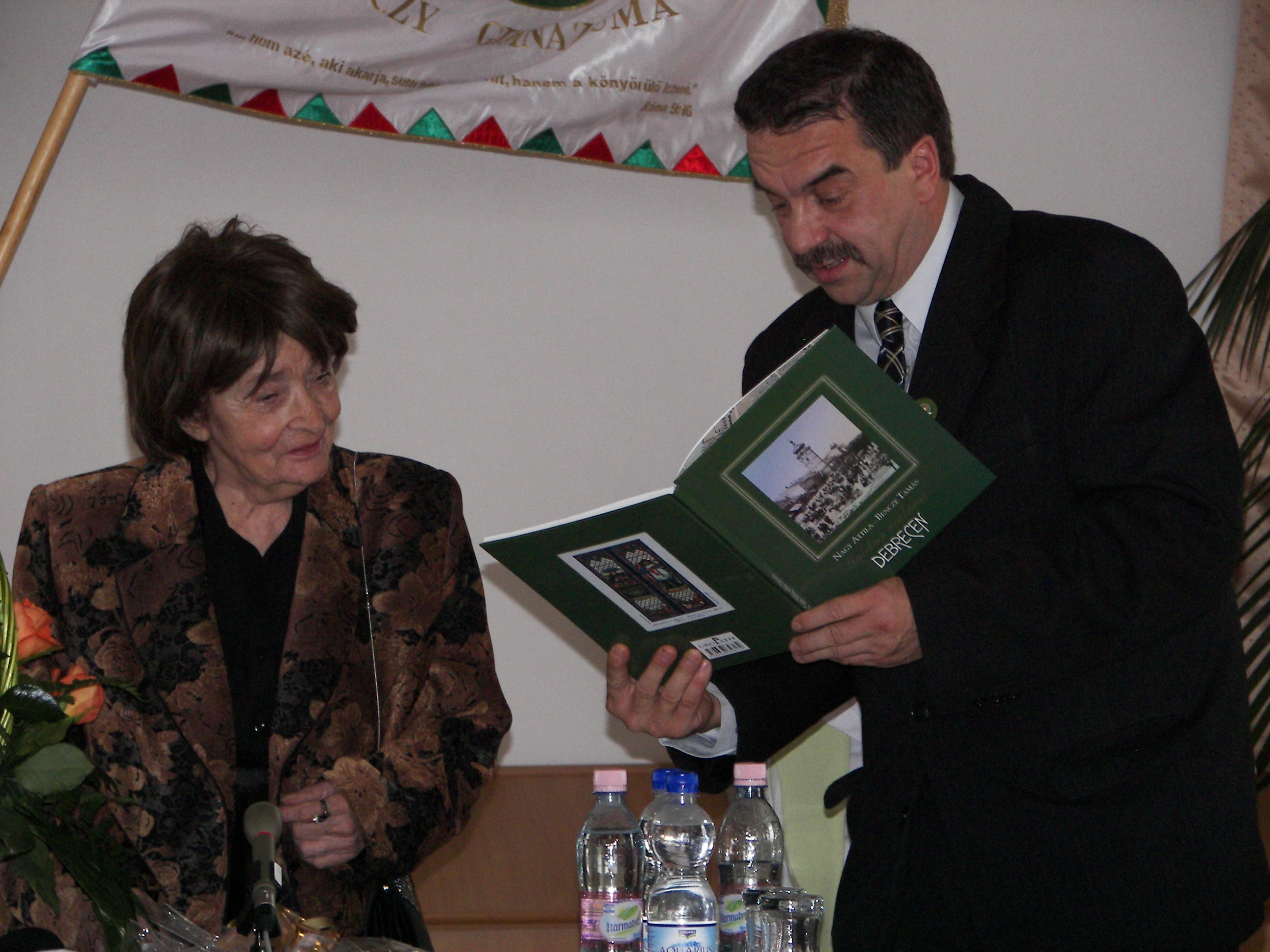
Szabó Magda és Korsós Bálint igazgató a 2007-es Matula-napokon
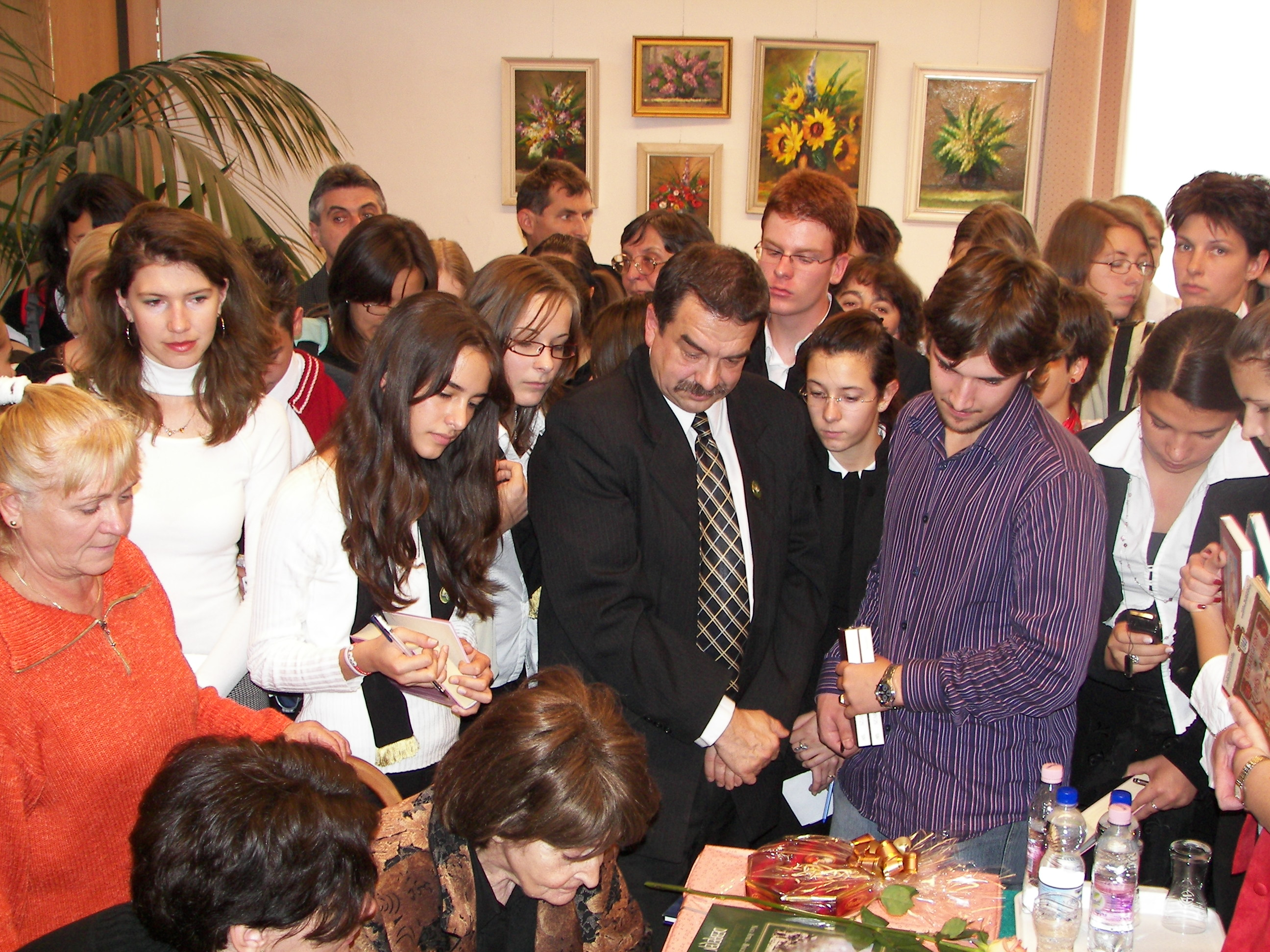
Szabó Magda dedikál a 2007-es Matula-napokon
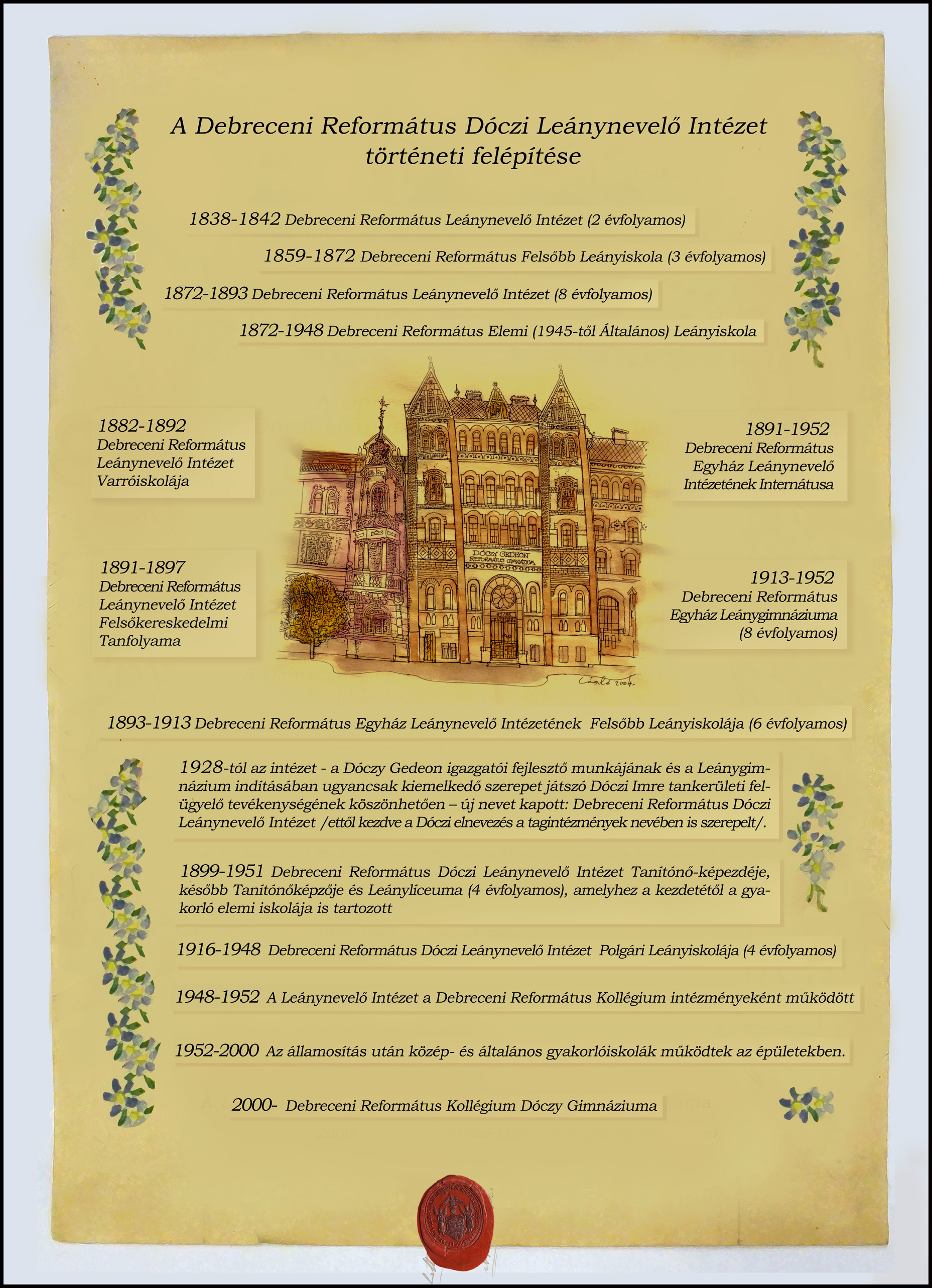
A Dóczy Gimnázium 175. jubileumi év alkalmából kihelyezett tábla az iskola vázlatos történetével
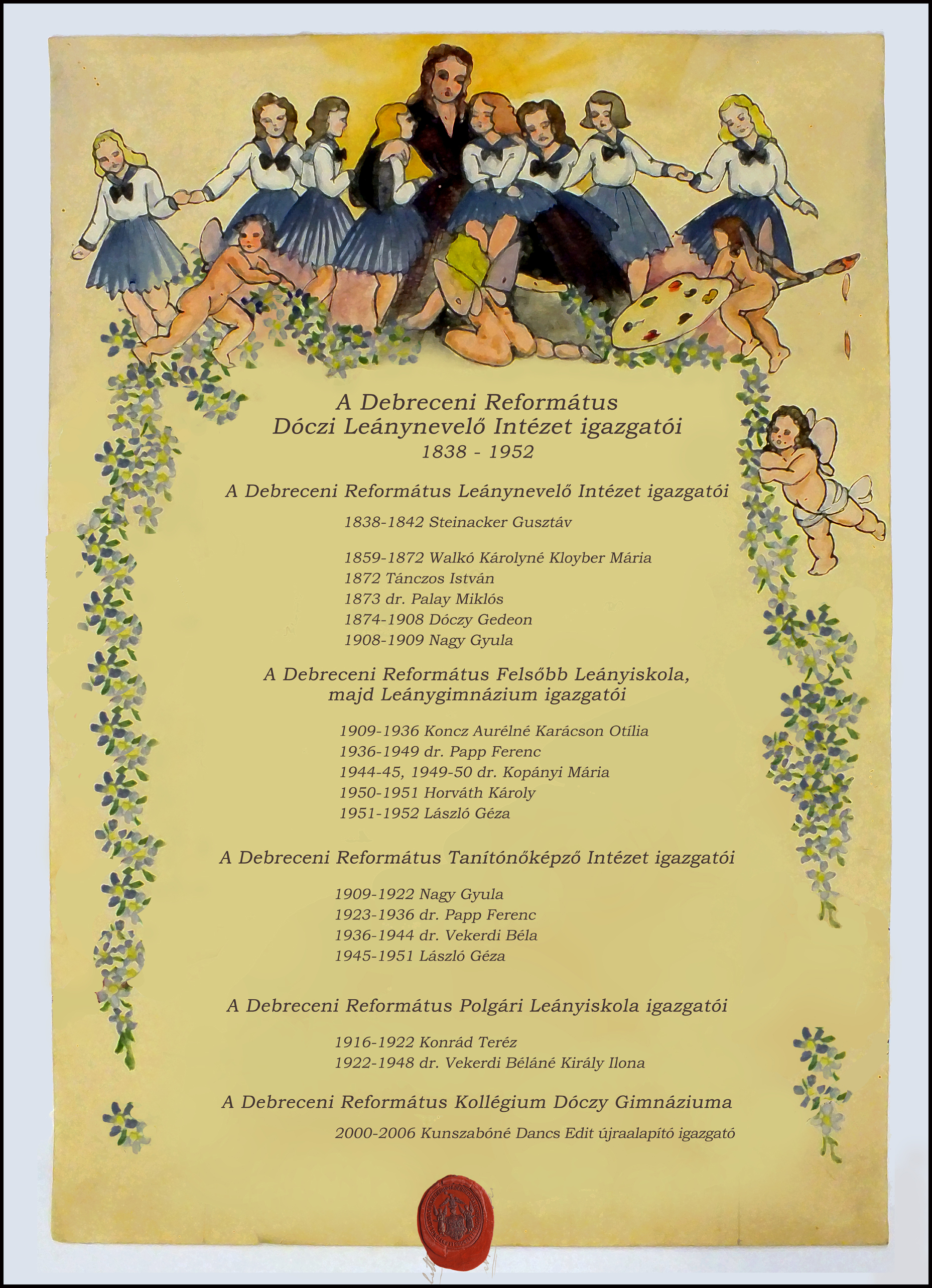
A Dóczy Gimnázium 175. jubileumi év alkalmából kihelyezett tábla az eddigi igazgatók névsorával
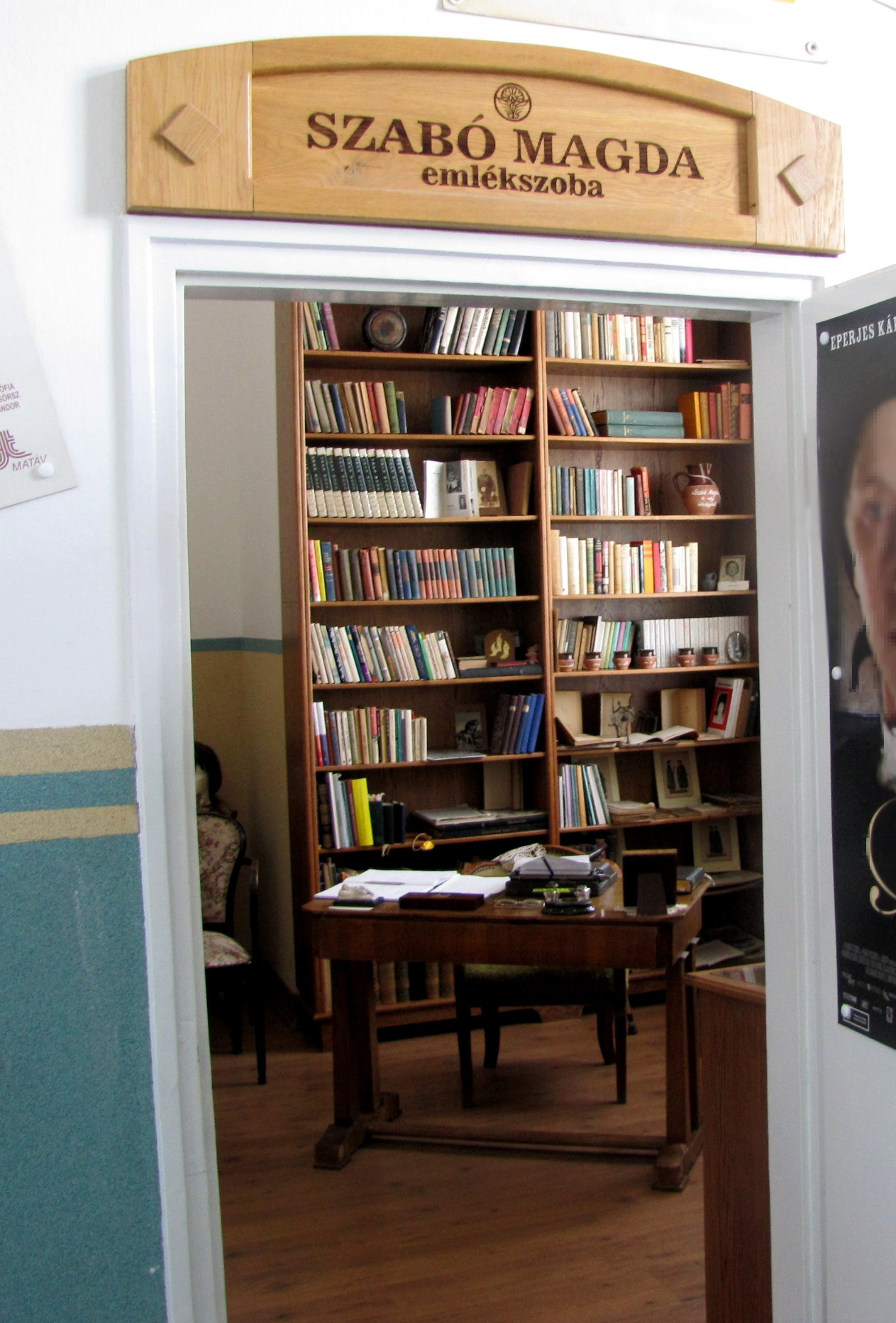
A Szabó Magda emlékszoba bejárata
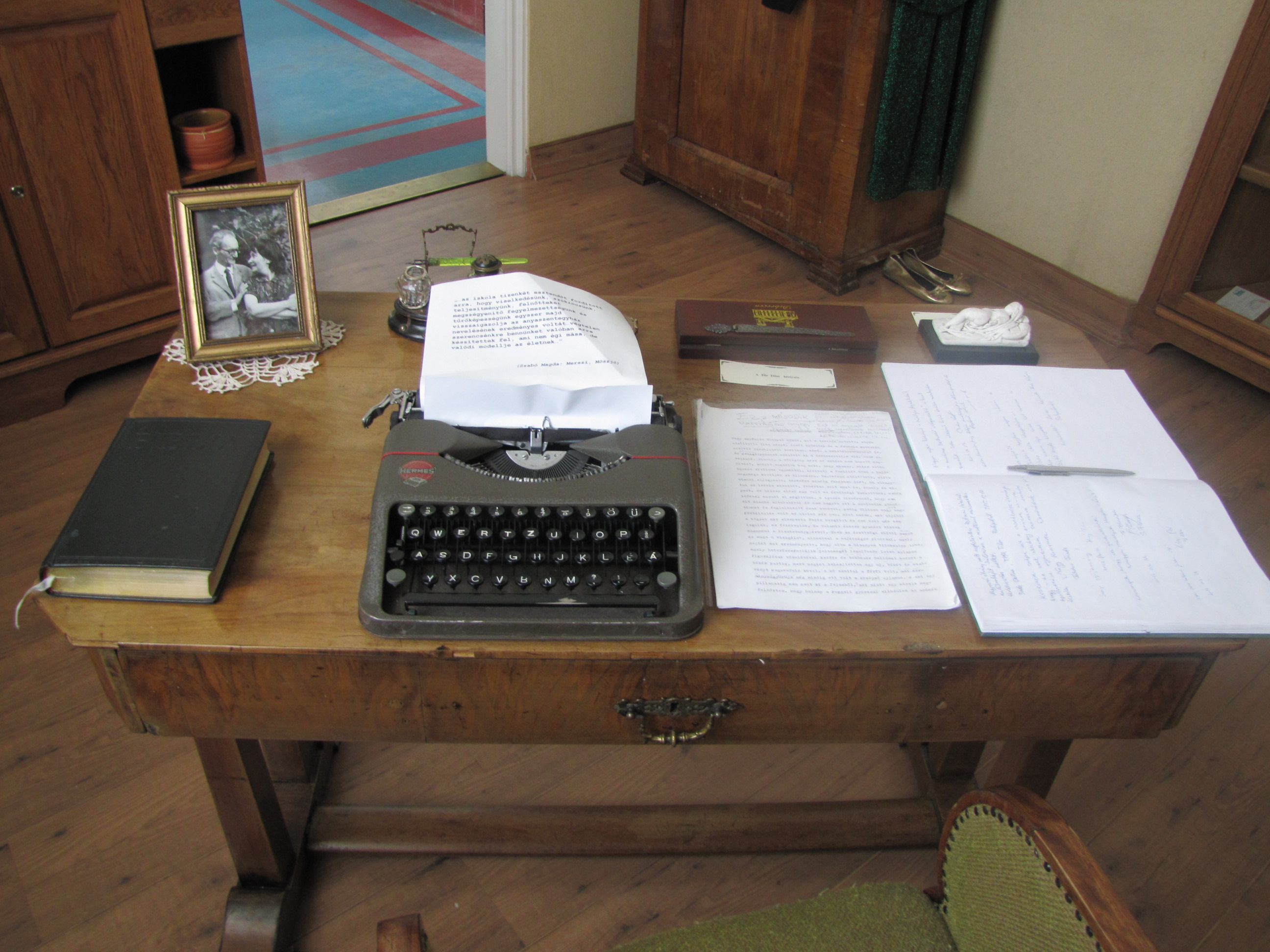
A Szabó Magda emlékszoba – az írónő íróasztala